# 薄叶锥
薄叶锥（学名：Castanopsis tcheponensis），为壳斗科锥属下的一个植物种。